# Lotsenhaus Stralsund

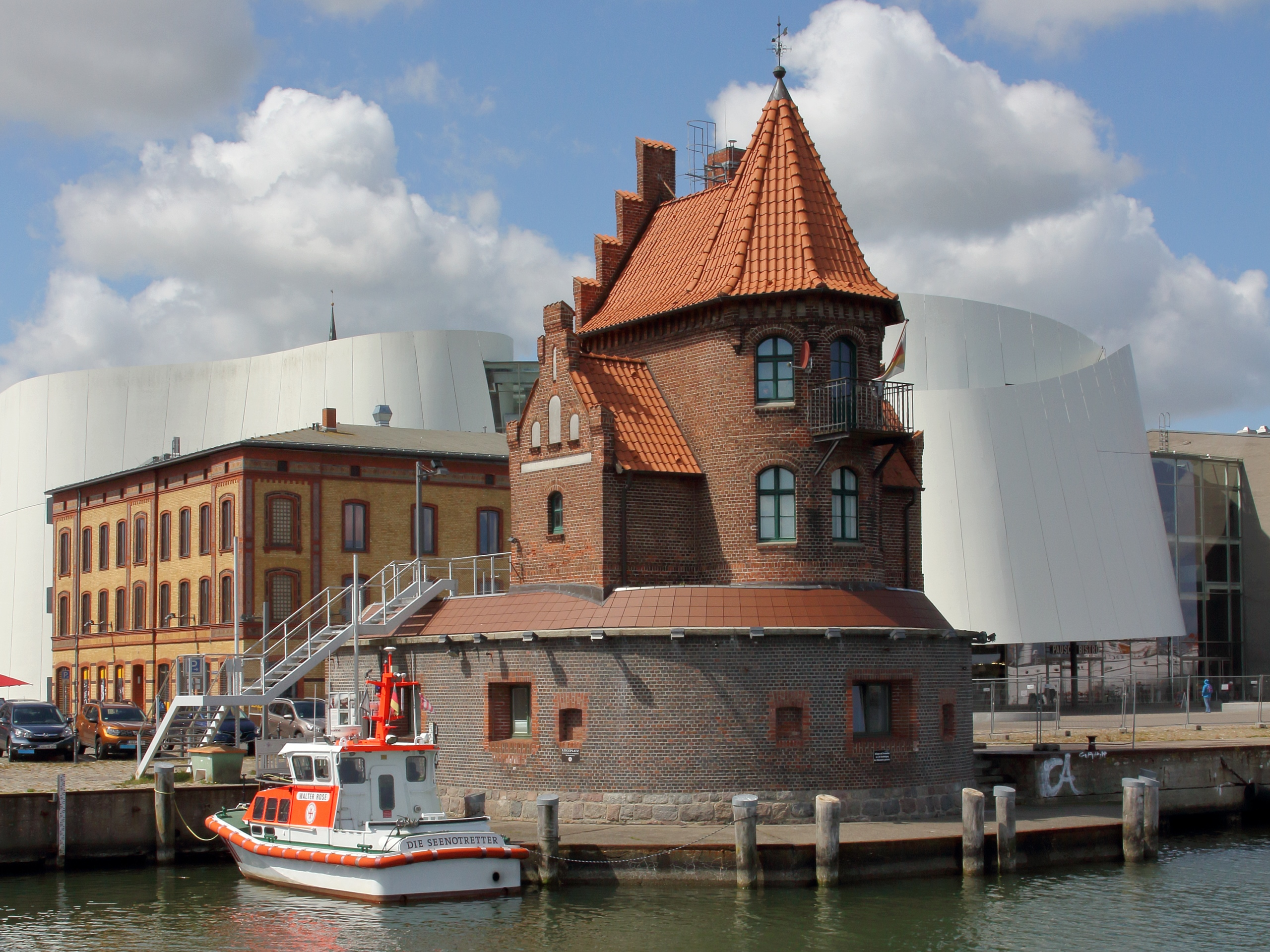
Lotsenhaus Stralsund, daneben Seenotrettungsboot, im Hintergrund das Ozeaneum Stralsund

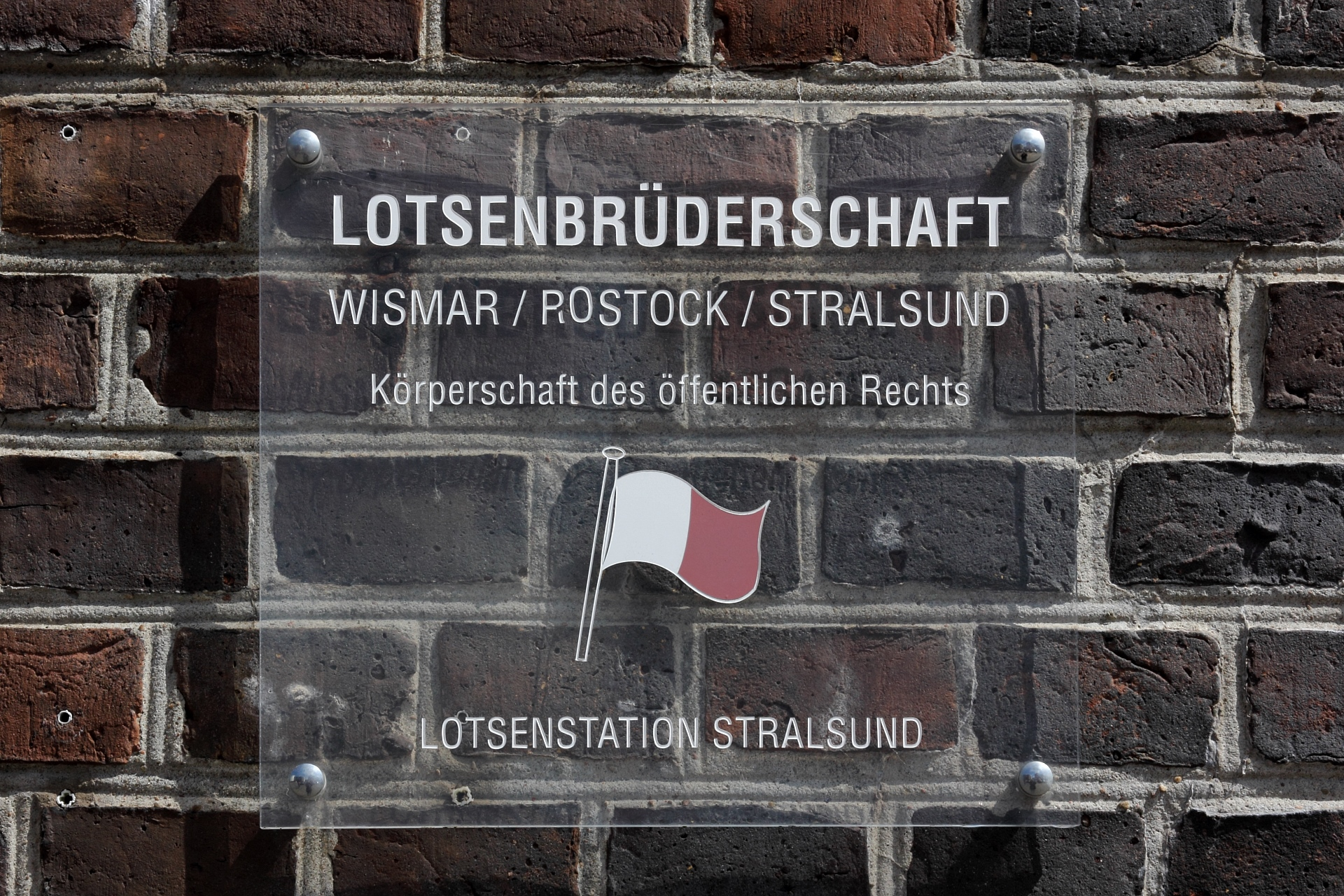
Schild der Lotsenbrüderschaft am Lotsenhaus Stralsund (2019)

Das Lotsenhaus Stralsund ist ein denkmalgeschütztes Bauwerk im Hafen der Stadt Stralsund in der Hafenstraße mit der postalischen Adresse Hafenstraße 50.
Das Haus wurde im Jahre 1901 als Lotsenwache errichtet. Das zweigeschossige, ziegelgedeckte Backsteingebäude mit bis zu zwei Meter dickem Mauerwerk steht auf zwei gekreuzten Tonnengewölben in einer ehemaligen Kasematte der Hafenbefestigung. Gebaut wurde es innerhalb von drei Monaten durch die Stralsunder Firmen Theichen und Mackenthun & Sohn nach Plänen des Architekten Ernst Dalmer (1851–1926). Die halbrund geschlossene Ostseite ist durchfenstert,  turmartig gestaltet und mit einem Spitzdach bekrönt. Die westliche Eingangsseite des auf einem hohen Sockel stehenden Gebäudes zeigt einen hohen Stufengiebel mit Blendengliederung. Auch die beiden eingeschossigen Anbauten weisen Blendengliederung auf. Ursprünglich war das Deckwerk begrünt.
Das Gebäude wurde von Juni 2009 bis Juni 2010 umfassend saniert; es wird als Hafenamt genutzt. Die Lotsenbrüderschaft Wismar-Rostock-Stralsund unterhält hier ihre Lotsenstation Stralsund. Ein Lotsenboot ist hier allerdings nicht stationiert. Die DGzRS-Seenotrettungsstation Stralsund hat neben dem Gebäude den Liegeplatz des Rettungsbootes.
Das Haus liegt im Randgebiet des von der UNESCO als Weltkulturerbe anerkannten Stadtgebietes des Kulturgutes „Historische Altstädte Stralsund und Wismar“. In die Liste der Baudenkmale in Stralsund ist es mit der Nummer 833 eingetragen.